# Deltocephalus nigrinota
Deltocephalus nigrinota är en insektsart som beskrevs av Delong och Mohr 1937. Deltocephalus nigrinota ingår i släktet Deltocephalus och familjen dvärgstritar. Inga underarter finns listade i Catalogue of Life.